# Цинхэ (Синтай)
Цинхэ́ (кит. упр. 清河, пиньинь Qīnghé) — уезд городского округа Синтай провинции Хэбэй (КНР). Уезд назван по реке Цинхэшуй.

## История
Ещё при империи Цинь был образован уезд Цосянь (厝县). При империи Западная Хань ещё были созданы уезды Синьду (信城县), Цинъян (青阳县) и удельное владение Учэн (武城侯国). При империи Восточная Хань уезд Цосянь был переименован в Ганьлин (甘陵县), а уезды Синьду и Цинъян присоединены к нему, сам же уезд вошёл в состав удела Цинхэ (清河国). В 148 году удел Цинхэ был переименован в удел Ганьлин, а впоследствии был преобразован в округ Ганьлин (甘陵郡).
При империи Северная Вэй в 483 году из уезда Ганьлин был выделен уезд Биньцян (斌强县). При империи Северная Ци в 556 году из уезда Биньцян был выделен уезд Учэн (武城县), а позднее — уезд Бэйцю (贝丘县).
При империи Суй в 586 году уезд Учэн был переименован в Цинхэ, а Бэйцю — в Цинъян (清阳县). При империи Тан в 626 году уезд Биньцян был присоединён к уезду Цинхэ. При империи Сун в 1071 году уезд Цинъян также был присоединён к уезду Цинхэ.
В августе 1949 года был создан Специальный район Хэншуй (衡水专区), и уезд вошёл в его состав. В ноябре 1952 году Специальный район Хэншуй был расформирован, и уезд перешёл в состав Специального района Синтай (邢台专区). В мае 1958 года Специальный район Синтай был расформирован, и уезд вошёл в состав Специального района Ханьдань (邯郸专区), а в декабре был присоединён к уезду Наньгун. В мае 1961 года Специальный район Синтай был создан вновь, и уезд Наньгун опять вошёл в его состав, а в июле из него вновь были выделены уезды Вэйсянь и Цинхэ. В 1969 году Специальный район Синтай был переименован в Округ Синтай (邢台地区).
В 1993 году решением Госсовета КНР были расформированы округ Синтай и город Синтай, и образован Городской округ Синтай.

## Административное деление
Уезд Цинхэ делится на 6 посёлков.